# Paul Taylor (Winger)
Pour les articles homonymes, voir Paul Taylor et Taylor.
Paul Taylor, de son vrai nom Paul Horowitz, est un musicien américain guitariste et claviériste né en 1960 à San Francisco.

## Discographie
- Alice Cooper : Raise Your Fist and Yell
- Winger : Winger
- Winger : In The Heart of the Young
- Steve Perry : For the Love of Strange Medicine
- Winger : Better Days Comin'